# Patriottismo sovietico

La bandiera dell'Unione Sovietica.

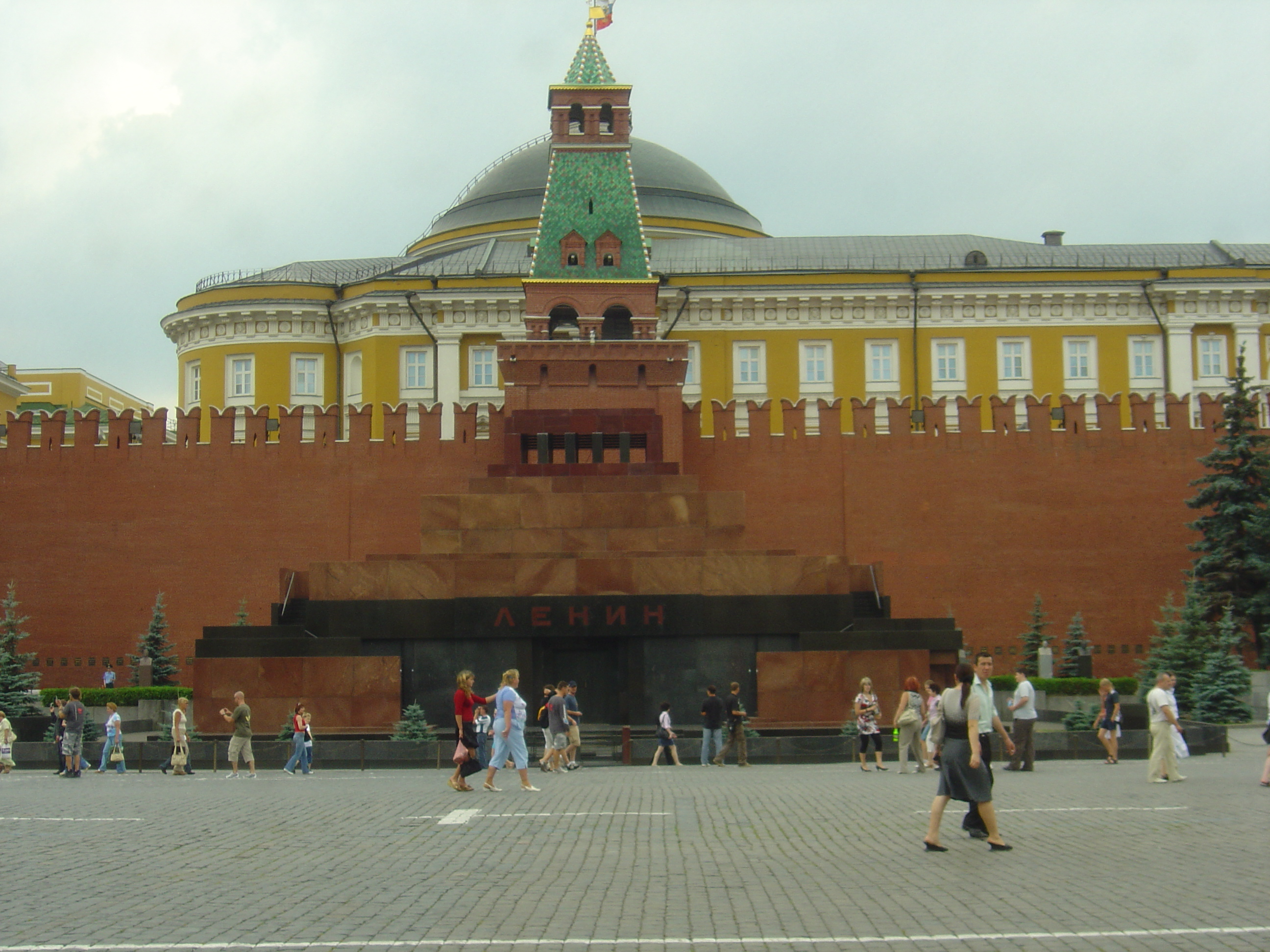
Il mausoleo di Lenin a Mosca.

Il patriottismo sovietico è la forma di patriottismo socialista che esprime la devozione verso l'Unione Sovietica (URSS) quale patria comune del popolo sovietico, inteso come l'unione delle diverse nazionalità della federazione, nonché "patria dei lavoratori di tutto il mondo" quando l'URSS era l'unico Stato socialista esistente. Nonostante la formale eguaglianza tra i popoli sovietici, nei fatti il popolo russo occupava una posizione egemone nella federazione, per cui l'apporto preminente alla costruzione del patriottismo sovietico derivava dal nazionalismo russo.
La definizione di nazionalismo sovietico non era adoperata dalle istituzioni sovietiche a causa dell'associazione del termine "nazionalismo" con il nazionalismo borghese, respinto dal marxismo in favore dell'internazionalismo proletario. È comunque utilizzata dagli studiosi che ritengono che non vi fosse, o che si fosse progressivamente annullata, una sostanziale differenza tra il sentimento nazionale sovietico e i nazionalismi degli altri Paesi.

## La politica nazionale di Lenin
Sotto la prospettiva del comunismo internazionale particolarmente diffuso all'epoca, Lenin separava il patriottismo in quello che definiva il patriottismo socialista proletario, dal nazionalismo borghese. Lenin promuoveva il diritto di autodeterminazione di tutte le nazioni e il diritto all'unità di tutti i lavoratori all'interno delle stesse, ma condannava anche lo sciovinismo e sosteneva l'esistenza di sentimenti patriottici sia giustificati che non. Lenin denunciò in maniera esplicita il nazionalismo russo come lo "sciovinismo grande russo", ed il suo governo cercò di favorire i molti gruppi etnici del Paese creando repubbliche e sub-repubbliche in modo da garantire alle etnie non russe una certa autonomia e protezione dalla dominazione russa. Lenin cercò anche di bilanciare la rappresentanza etnica nel governo dello Stato promuovendo ufficiali non russi all'interno del Partito comunista per contrastare la maggioranza russa. Tuttavia, anche in questo periodo iniziale il governo sovietico fece appello al nazionalismo russo quando ne aveva bisogno, soprattutto nelle questioni delle terre di confine durante i primi anni dell'Unione Sovietica.

## Il patriottismo sovietico durante l'età staliniana
La questione nazionale non fu mai risolta nell'era sovietica come voluto dall'idealismo o affermato dalla propaganda. Iosif Stalin, anche se è stato il primo Commissario del popolo per le nazionalità e l'autore del libro Il marxismo e la questione nazionale, vide che la bilanciata unione sovranazionale nell'Unione Sovietica rimaneva una falsità. Il fallimento della rivoluzione mondiale e del vero internazionalismo proletario nei primi anni venti fu una dura prova della teoria marxista che infatti divise alcuni suoi aspetti. Questa crisi portò Bucharin, Stalin e i loro collaboratori alla nuova teoria del socialismo in un solo Paese, l'anatema di molti comunisti internazionalisti. Stalin enfatizzò un patriottismo sovietico centralizzato che parlava di un "popolo sovietico" e identificava i Russi come i "fratelli maggiori del popolo sovietico". Durante la seconda guerra mondiale, il patriottismo sovietico e il nazionalismo russo si unirono, ritraendo la guerra non soltanto come una lotta tra comunisti e fascisti ma soprattutto come una lotta per la sopravvivenza nazionale. Durante la guerra, gli interessi dell'Unione Sovietica e della nazione russa venivano presentati come la stessa cosa e di conseguenza il governo di Stalin appoggiò gli eroi storici e i simboli della Russia, e stabilì un'alleanza de facto con la Chiesa ortodossa russa. Il conflitto veniva descritto dal governo sovietico come la Grande guerra patriottica.

## L'evoluzione del dopoguerra
Dopo la fine della guerra, Mosca fu costretta ad accettare un certo grado di comunismo nazionale in Jugoslavia e in Albania.
Nikita Chruščëv spostò le politiche del governo sovietico dallo stalinismo al nazionalismo russo. Chruščëv promosse la nozione del popolo dell'Unione Sovietica come un "popolo sovietico" sovranazionale, divenendo una politica di Stato dopo il 1961. Ciò non significava che ogni singolo gruppo etnico avrebbe perso le loro separate identità o sarebbe stato assimilato ma invece sarebbe stata promossa una "alleanza fraterna" delle nazioni intesa per rendere irrilevanti le differenze etniche. Allo stesso tempo, l'educazione sovietica enfatizzò un orientamento "internazionalista". Molte persone sovietiche non russe sospettarono che questa "sovietizzazione" avrebbe portato sotto nuove vesti a un nuovo episodio di "russificazione", in particolare a causa dell'insegnamento obbligatorio della lingua russa inteso come parte fondamentale dell'educazione sovietica e all'incentivo ai Russi di trasferirsi al di fuori della RSFS Russa.

## Declino e dissoluzione dell'Unione Sovietica
Gli sforzi per creare un popolo sovietico furono ostacolati dal periodo della stagnazione portando ad un'ondata di sentimenti anti-sovietici tra le popolazioni russe e non. Michail Gorbačëv si presentò come un patriota sovietico dedito alla risoluzione dei problemi politici ed economici, ma non fu in grado di contrastare il crescente nazionalismo etnico regionale e confessionalista, portando così alla dissoluzione dell'Unione Sovietica nel 1991. Spinto al punto di rottura dalla economia povera, dai bassi standard di vita e dalla repressione della libertà, il patriottismo sovietico venne superato da ciò che Gorbačëv chiamò "la parata delle sovranità", nella quale la nazionalità etnica si dimostrò più potente e duratura. L'idea dell'unione come un'unica entità sovranazionale, da sempre considerata una falsa finzione di minore o maggiore importanza nei decenni, venne infine abbandonata. Molti russi oggi ritengono che il tentativo fallito di risolvere in maniera adeguata la questione nazionale alla fondazione dell'unione pose in senso figurato una polveriera che prima poi sarebbe inevitabilmente esplosa (come lo espresse il Presidente della Federazione Russa Vladimir Putin).